# Piotr Wawrzynek
Piotr Wawrzynek (ur. 25 kwietnia 1970 we Wrocławiu) – polski duchowny rzymskokatolicki, biskup pomocniczy legnicki od 2023.

## Życiorys
Urodził się 25 kwietnia 1970 we Wrocławiu. W latach 1985–1989 kształcił się w V Liceum Ogólnokształcącym we Wrocławiu, które ukończył egzaminem dojrzałości. W latach 1989–1995 odbył studia filozoficzno-teologiczne w Metropolitalnym Wyższym Seminarium Duchownym we Wrocławiu. W 1995 uzyskał magisterium z teologii. Święcenia prezbiteratu przyjął 27 maja 1995 w archikatedrze św. Jana Chrzciciela we Wrocławiu i został inkardynowany do archidiecezji wrocławskiej. W 2010 uzyskał licencjat z teologii na Papieskim Wydziale Teologicznym we Wrocławiu.
W latach 1995–1997 pracował jako wikariusz w parafii św. Marii Magdaleny w Ścinawce, a w latach 1997–2003 w parafii św. Rodziny we Wrocławiu. W latach 2003–2017 był diecezjalnym duszpasterzem młodzieży, równocześnie w latach 2003–2010 pełnił funkcję duszpasterza akademickiego w CODA „Maciejówka” we Wrocławiu. W latach 2010–2015 sprawował posługę duszpasterską w parafii NMP na Piasku we Wrocławiu, jednocześnie pełnił funkcję rektora kościoła Świętych Apostołów Piotra i Pawła we Wrocławiu. Był także dyrektorem Centrum Duszpasterstwa Archidiecezji Wrocławskiej. W latach 2017–2021 sprawował funkcję administratora parafii św. Jadwigi Śląskiej we Wrocławiu, a w 2021 został proboszczem tej parafii. W 2021 objął funkcję dziekana dekanatu Wrocław-Zachód.
4 marca 2023 papież Franciszek mianował go biskupem pomocniczym diecezji legnickiej ze stolicą tytularną Rusuccuru. Święcenia biskupie otrzymał 15 kwietnia 2023 w katedrze Świętych Apostołów Piotra i Pawła w Legnicy. Głównym konsekratorem był Józef Kupny, arcybiskup metropolita wrocławski, a współkonsekratorami Andrzej Siemieniewski, biskup diecezjalny legnicki, i Grzegorz Ryś, arcybiskup metropolita łódzki. Jako zawołanie biskupie przyjął słowa „In Nomine Jesu” (W Imię Jezusa).